# Asesino
Asesino, zespół muzyczny byłego gitarzysty Fear Factory i Brujeria, Dino Cazaresa, w którym grają członkowie Brujerii, oraz Static-X. Muzyka zespołu, którą można określić jako death metal/grindcore - jest podobna do tej granej przez Brujerię. Teksty są śpiewane po hiszpańsku i traktują o śmierci, przemocy, satanizmie i perwersji, ale w przeciwieństwie do wielu innych zespołów można je traktować trochę z przymrużeniem oka.

## Muzycy
- Asesino (Dino Cazares) – gitara
- Maldito X (Tony Campos) – śpiew, gitara basowa
- El Sadistico (Emilio Marquez) – perkusja

Gościnnie
- Sepulculo (Andreas Kisser) – gitara
- El Odio (Jamey Jasta) – śpiew

Byli członkowie
- Greñudo (Raymond Herrera) – perkusja

## Dyskografia
- Corridos De Muerte (2002)[4]
- Corridos de Muerte (Special Edition With DVD) (2005)
- Cristo Satánico (2006)[5]